# Waldren
Das Waldren (Rangifer tarandus fennicus) ist eine Unterart des Rentiers, die in Finnland und Karelien (Russland) heimisch ist.

## Merkmale
Von den auf der Skandinavischen Halbinsel noch wild lebenden und domestizierten Individuen der Nominatform des Rens (Rangifer tarandus tarandus) unterscheidet sich das Waldren durch ein um im Schnitt etwa 15 cm höheres Stockmaß und wesentlich längere Beine. Diese werden als evolutionäre Anpassung an die Schneeverhältnisse im Lebensraum des Waldrens gedeutet; in der Taiga ist die Schneedecke im Winter höher und weicher als in der baumlosen Tundra. Das Waldren kann sich durch Schneetiefen von bis zu 70 cm bewegen und dabei Futter suchen. Die Kopfrumpflänge beträgt 150 bis 210 cm, die Schulterhöhe etwa 85 bis 120 cm. Männliche Exemplare können ein Gewicht von 180 bis 200 kg erreichen, weibliche von 120 bis 140 kg. Weiterhin ist der Schädel des Waldrens länger und schmaler als der der Nominatform, und im Vergleich lädt das Geweih des Waldrens weniger zur Seite aus. Das Fell des Waldrens ist dunkler als das des Tundrarens und dessen domestizierter Form. Der Hals ist weiß.

## Lebensweise
Waldrentiere haben wesentlich größere Aufenthaltsgebiete als domestizierte Rentiere, leben aber in kleineren Herden. Während der Sommermonate beträgt die Gruppengröße durchschnittlich 1,6 bis 2 Individuen; männliche und weibliche Waldrentiere leben im Sommer ab der Geburt der Kälber getrennt voneinander. Während der Brunstzeit von September bis Oktober halten sich Waldrentiere in Herden von 10 bis 40 Tieren auf. Danach wandern sie zu ihren Winterweiden – größtenteils trockene Kiefernheidewälder mit Gehölzen, Heidekraut und Cladina-Flechten –, wo sie sich in großen Gruppen von hunderten Rentieren sammeln. Anfang April ziehen die weiblichen Waldrentiere zu den Gebieten, wo sie ihre Kälber zur Welt bringen. Die Geburt findet vom ersten Mai bis Anfang Juni statt, nach acht Monaten Trächtigkeit. Zwillingsgeburten sind selten, meistens ist es nur ein Kalb. Bevorzugte Sommerweiden sind von dichtem Fichtenwald umgebene Moore. Die männlichen Waldrentiere bleiben das ganze Jahr über auf den Winterweiden.
Im Winter ernähren sich Waldrentiere hauptsächlich von Flechten. Sie fressen etwa 20 verschiedene Flechtenarten, bevorzugen allerdings Cladina- und Cetraria-Arten. Mit ihrem Geruchssinn können sie Flechten bei einer Schneetiefe von bis zu 72 cm finden und ausgraben. Sind Flechten knapp, werden Gehölze, Seggen und andere Pflanzen mit geringerem Nährwert gefressen. Mangelt es an Bodenflechten, kann die Winternahrung aus Hängeflechten, beispielsweise Alectoria- und Bryoria-Arten, verdorrtem Schilf sowie Zweigen von Laubbäumen bestehen. Während der Vegetationsperiode ist ihre Nahrung vielfältiger und unterscheidet sich nicht nennenswert von der domestizierter Rentiere: unter anderem Scheiden-Wollgras, Fieberklee und Sumpf-Blutauge, Draht-Schmiele, Seggen und Laub. Flechten werden im Sommer eher von männlichen als von weiblichen Waldrentieren gefressen. Pilze sind im Spätsommer und Herbst ein begehrtes Futter.

## Abgrenzung der Unterart
Fennoskandinavien wurde nach dem Ende der Weichseleiszeit vor rund 9.000 Jahren zunächst von Rentierpopulationen aus Mitteleuropa besiedelt, aus denen sich die heutige Nominatform des Rens entwickelte. Das Waldren wanderte hingegen erst vor rund 7.000 Jahren vermutlich aus Sibirien ein und verbreitete sich mit der nacheiszeitlichen Ausdehnung seines Habitats, der borealen Fichtenwälder, stetig nach Norden. Ältere Publikationen nahmen noch eine pleistozänische Unterart Rangifer tarandus constantini als Vorfahren des Waldrens an. Phylogenetische Analysen mitochondrialer DNA verschiedener Renpopulationen legen jedoch den Schluss nahe, dass sich sowohl R. t. tarandus wie R. t. fennicus diphyletisch aus zwei Eiszeitrestpopulationen, einer eurasischen und einer europäischen, entwickelt haben und die morphologischen Unterschiede der rezenten Unterarten das Resultat holozäner Evolution sind. Weiters legen kraniometrische Befunde den Schluss nahe, dass sich in jüngerer Zeit semidomestizierte Zuchtformen von Rangifer tarandus tarandus insbesondere an der Grenze von der Halbinsel Kola zu Weißkarelien in die nördlichen Populationen des Waldrens eingekreuzt haben. Um eine weitere Durchmischung der Waldrenpopulation mit Zuchtrenen zu verhindern, wurde in Kainuu über eine Länge von rund 83 km ein Zaun errichtet, der die Weidegebiete der beiden Unterarten trennt.

## Verbreitung
In der Vergangenheit kam das Waldren in weiten Teilen Nordosteuropas vor, so noch bis in das 16. Jahrhundert in Teilen Polens und bis Mitte des 19. Jahrhunderts in Schweden; die letzten schwedischen Exemplare wurden in den 1870er Jahren erlegt. Als 1879 die Jagd auf wilde Rentiere in Schweden eingeschränkt wurde, waren beide Unterarten bereits so gut wie ausgerottet. In ganz Finnland mit Ausnahme der südlichen Küstenebene kam es im 18. Jahrhundert sehr zahlreich vor, wurde dann aber durch Bejagung ausgerottet. Ursprünglich war für die Bewohner Nordfinnlands das Waldren der wichtigste Fleischlieferant. Die zuvor nur in Nordwestlappland in größerem Umfang betriebene Zucht von halbdomestizierten Rentieren verbreitete sich erst im Zuge der Ausrottung des Waldrens auf die übrigen Teile Nordfinnlands. Als es 1913 unter Schutz gestellt wurde, war das Waldren in Finnland bereits ausgestorben. Die heutigen Populationen stammen von Tieren ab, die erst seit den 1940er Jahren wieder aus Russland eingewandert sind. Heute gibt es wieder zwei vitale Populationen, im nordostfinnischen Kainuu (2006 rund 1.000 Tiere) sowie in den abgelegenen Wäldern des Suomenselkä in Westfinnland (rund 1.400 Tiere). Eine nur ein bis zwei Dutzend Köpfe zählende Population gibt es zudem bei Lieksa in Nordkarelien. Der Bestand im russischen Teil Kareliens wurde 2002 noch auf 3.000 Individuen geschätzt, sinkt aber durch Wilderei. Seit 1996 darf das Waldren in Finnland wieder bejagt werden. In der finnischen Roten Liste von 2010 wird es als „potenziell gefährdet“ (Near Threatened) aufgeführt. Ein von der EU gefördertes Projekt namens WildForestReindeerLIFE soll den Erhaltungszustand des Waldrens bis 2023 verbessern, unter anderem durch Auswilderungen in den Nationalparks Lauhanvuori und Seitseminen.
In Schweden wird die Wiederansiedlung des Waldrens diskutiert und unter anderem vom schwedischen Jägerverband (Svenska Jägareförbundet) befürwortet, während Rentierhalter eine Vermischung der Unterarten und Störung der semidomestizierten Rentiere befürchten. Stig-Olof Holm zufolge ist die ökologische Nische von Flechten als Nahrung heutzutage in großen Teilen Schwedens (außerhalb des heutigen Rentierhaltungsgebietes) ungenutzt; das Waldren würde also nicht mit Elchen, Damhirschen, Rothirschen und Rehen um Futter konkurrieren, könnte aber als weiteres Beutetier Konflikte zwischen Menschen und Wölfen reduzieren. In mehreren schwedischen Tierparks werden Waldrentiere gehalten; verantwortlich für das Zuchtbuch ist Nordens Ark.